# Delfimeus scriptus
Delfimeus scriptus är en insektsart som beskrevs av Navás 1912. Delfimeus scriptus ingår i släktet Delfimeus och familjen myrlejonsländor. Inga underarter finns listade i Catalogue of Life.